# 21513 Bethcochran
21513 Bethcochran è un asteroide della fascia principale. Scoperto nel 1998, presenta un'orbita caratterizzata da un semiasse maggiore pari a 2,2919261 UA e da un'eccentricità di 0,0763798, inclinata di 6,16427° rispetto all'eclittica.